# Corrupció en el poder
Corrupció en el poder (títol original en anglès Casino Jack) és una pel·lícula biogràfica de drama criminal del 2010 dirigida per George Hickenlooper i protagonitzada per Kevin Spacey. La pel·lícula se centra en la carrera del lobbyista i empresari de Washington, D.C. Jack Abramoff, que va estar involucrat en un escàndol de corrupció que també va portar a la seva condemna. com la condemna de dos funcionaris de la Casa Blanca, el Rep. Bob Ney, i nou grups de pressió i personal del Congrés més. Abramoff va ser condemnat per frau, conspiració i evasió d'impostos el 2006, i d'intercanviar regals, menjars i vacances cars per favors polítics. Abramoff va complir tres anys i mig d'una condemna de sis anys a la presó federal, i després va ser assignat a un centre de reinserció social. Va ser llançada el 3 de desembre de 2010. Ha estat doblada al català.
Spacey va ser nominat al Globus d'Or al millor actor musical o còmic per la seva interpretació d'Abramoff, i finalment va perdre davant Paul Giamatti pel seu paper a Barney's Version.

## Argument
En la dècada del 2000, durant el mandat presidencial de George Bush un lobbyista de Washington DC anomenat Jack Abramoff i el seu protegit s'enfonsen amb força mentre els seus plans per col·locar influències condueixen a la corrupció i l'assassinat implicant alguns funcionaris de la Casa Blanca i fins i tot congressistes.

## Repartiment
- Kevin Spacey com a Jack Abramoff
- Kelly Preston com a Pam Abramoff
- Rachelle Lefevre com a Emily J. Miller
- Barry Pepper com a Michael Scanlon
- Jon Lovitz com a Adam Kidan
- John David Whalen com a Kevin A. Ring
- Yannick Bisson com a Oscar Carillo
- Graham Greene com a Bernie Sprague
- Eric Schweig com a cap de ponxo
- Maury Chaykin com Anthony "Big Tony" Moscatiello
- Christian Campbell com a Ralph Reed
- Spencer Garrett com a Tom DeLay
- Joe Pingue com Anthony "Little Tony" Ferrari
- David Fraser com a Karl Rove
- Jeffrey R. Smith com a Grover Norquist
- Daniel Kash com a Gus Boulis
- Conrad Pla com a agent de l'FBI Hanley
- Hannah Endicott-Douglas com Sarah Abramoff
- Ruth Marshall com a Susan Schmidt
- Reid Morgan com a Brian Mann
- Duke Redbird com el senador Nighthorse

## Producció
La fotografia principal va tenir lloc el juny de 2009 a diverses ubicacions de Hamilton (Ontario), incloent la McMaster University i el centre de Hamilton. La pel·lícula estava prevista per a l'estrena el desembre de 2010 i es va estrenar al Festival Internacional de Cinema de Toronto.
Aquesta va ser l'última pel·lícula de Hickenlooper, ja que va morir el 29 d'octubre de 2010, set setmanes abans de la seva estrena.

## Recepció
Al lloc web de l'agregador de ressenyes Rotten Tomatoes, el 39% de les crítiques de 97 són positives, amb una valoració mitjana de 5,5/10. El consens del lloc web diu: "Kevin Spacey fa una de les seves actuacions més fortes, però Casino Jack és un relat de ficció decebedorament desigual d'una història real fascinant". Metacritic, que utilitza una mitjana ponderada, va assignar a la pel·lícula una puntuació de 51. sobre 100, basat en 24 crítics, indicant crítiques "mixtes o mitjanes"
Roger Ebert va donar a la pel·lícula tres estrelles de cada quatre, afirmant que "Casino Jack és tan directe, és impressionant."